# Lubienka (gmina)
Lubienka – dawna gmina wiejska istniejąca w XIX wieku oraz przez krótki czas od I wojny światowej do 1926 roku) na Lubelszczyźnie. Siedzibą władz gminy była Huszcza.
Za Królestwa Polskiego gmina Lubienka należała do powiatu bialskiego w guberni siedleckiej. Przed 1880 włączono do niej obszar zniesionej gminy Huszcza.
W okresie międzywojennym gmina Lubienka należała do powiatu bialskiego w woj. lubelskim. Początkowo były to dwie odrębne gminy – gmina Lubienka I i gmina Lubienka II. Brak informacji o dacie komasacji obu gmin, ale musiało się to wydarzyć po 1 lipca 1923.
22 stycznia 1926 z części gminy (oraz z części gminy Swory) utworzono gminę Dubów; jednocześnie dokonano zmiany nazwy gminy Lubienka na gmina Huszcza.
Poniższa tabela przedstawia uproszczony schemat częstych zmian dwóch podstawowych jednostek: południowo-wschodniej i północno-zachodniej, nie posiadających fizycznej łączności ze sobą przez obszar miasta Łomazy (przekształconego w 1870 w gminę Łomazy). Tabela na podstawie analizy przynależności administracyjnej poszczególnych wsi według ww. źródeł:
| Rok  | Gmina pd-wsch.   | Gmina pn-zach.    |
| ---- | ---------------- | ----------------- |
| 1868 | gmina Huszcza    | gmina Lubienka    |
| 1880 | gmina Lubienka   | gmina Lubienka    |
| 1921 | gmina Lubienka I | gmina Lubienka II |
| 1925 | gmina Lubienka   | gmina Lubienka    |
| 1926 | gmina Huszcza    | gmina Dubów       |